# Лопатоноса змія
Лопатоноса змія (Chionactis) — неотруйна змія родини Вужеві. Має 2 види.

## Опис
Загальна довжина представників цього роду коливається від 25 до 43 см. Голова невелика, має лопатоподібну форму. Тулуб міцний, щільний. Забарвлення складається з чорних, червоних, білуватих та жовтих кілець. Черево зазвичай кремового кольору. Види відрізняються за барвами й кількістю кілець. За своїм забарвленням нагадують отруйних коралових аспідів.

## Спосіб життя
Полюбляють пустельну, піщану, кам'янисту місцину. Активні вночі. Харчуються безхребетними.
Це яйцекладні змії. Самиці відкладають до 9 яєць.

## Розповсюдження
Мешкають на південному заходу США та на півночі Мексики.

## Види
- Chionactis occipitalis
- Chionactis palarostris